# Carl Lindén
Carl Lindén, född 1909, död i en järnvägsolycka 1981. Han kom ursprungligen från Blekinge men blev lantbrukare i Nolheden, Stenstorp. Lindén gjorde betydande insatser på flera områden inom lantbrukets föreningsrörelse. Han var under många år styrelseordförande i Skaraborgs RLF, ledamot av RLF:s och senare LRF:s riksförbundsstyrelse. 
Från mitten av 1950-talet och fram till 1979 var han verksam på ledande poster i skogsägarerörelsen, ordförande i Skaraborgs skogsägareförening, ordförande i Vänerskog samt ordförande i Sveriges Skogsägareföreningars Riksförbund (SSR). 
1976 tilldelades han greve Carl Bernadottes Skogspris för sina insatser som förtroendeman inom skogsägarerörelsen och som uppbyggare och ledare av ett av våra stora skogsföretag, Vänerskog.